# Egzempcja Warmii
Egzempcja Warmii (łac. exemptio – wykup spod czego, wyjęcie z czego) – przywilej uwalniający biskupa warmińskiego od obowiązku podległości metropolitalnej. Dzięki temu przywilejowi Warmia była wyjęta spod władzy arcybiskupiej w Rydze i bezpośrednio poddana Stolicy Apostolskiej.
Warmia była jedyną w Rzeczypospolitej diecezją, która uzyskała przywilej egzempcji. Na mocy traktatu toruńskiego z 19 października 1466 r. Prusy Królewskie i Warmia zostały trwale włączone do Korony Polskiej, zaś biskupi warmińscy zachowali bardzo korzystny status publiczno-prawny: byli najwyższymi dygnitarzami w Prusach, a w senacie Rzeczypospolitej zajmowali szóste miejsce, na zmianę z biskupem płockim.
Bezpośrednia zależność Warmii od Kurii Rzymskiej, z pominięciem metropolii w Rydze, praktycznie funkcjonowała już za czasów biskupów Mikołaja Tungena i Łukasza Watzenrodego. Wuj Mikołaja Kopernika nie składał przysięgi wierności arcybiskupowi ryskiemu, a nawet czynił starania, aby Warmię podnieść do rangi arcybiskupstwa. Od czasów biskupa Fabiana Luzjańskiego próbowano podporządkować Warmię metropolii w Gnieźnie. Jednak biskupi warmińscy kategorycznie się temu przeciwstawiali i konsekwentnie działali na rzecz utrzymania przywileju egzempcji.
Egzempcja Warmii została ostatecznie usankcjonowana w roku 1566, gdy arcybiskup Rygi Wilhelm, brat Albrechta Hohenzollerna, przeszedł na luteranizm. Egzempcję Warmii utrwaliło przyznanie biskupom warmińskim przywileju paliusza i krzyża metropolitalnego. Przywilej ten nadał papież Benedykt XIV brewem z dnia 21 kwietnia 1742 r. biskupowi Adamowi Stanisławowi Grabowskiemu i jego następcom.
W roku 1929, po zawarciu konkordatu między Stolicą Apostolską a państwem niemieckim, Warmia została włączona do metropolii wrocławskiej. Wskutek tego diecezja warmińska utraciła przywilej egzempcji.
Po normalizacji stosunków między Polską a Niemcami papież Paweł VI konstytucją apostolską z 28 czerwca 1972 r. wyłączył diecezję warmińską z metropolii wrocławskiej i podporządkował ją metropolii warszawskiej. 25 marca 1992 r. diecezja warmińska bullą "Totus Tuus Poloniae populus" Ojca Świętego Jana Pawła II została podniesiona do rangi arcybiskupstwa. Pierwszym arcybiskupem warmińskim został dotychczasowy biskup warmiński Edmund Piszcz.